# Dom Viçoso
Dom Viçoso é um município brasileiro do estado de Minas Gerais. Sua população estimada em 2022 era de 3 095 habitantes.